# Археологический музей (Терни)
Археологический музей Терни хранит находки, принадлежавшие Элиа Росси Пассаванти (ит.), многократно награжденному за воинскую доблесть и мэру Терни в 1928 году. После смерти в 1985 году Пассаванти оставил здание на Виа Каррара и все свои археологические находки городу Терни и его фонду для награждения достойных работников и учащихся.
Среди находок — мемориальная доска с изображением основания города Терни. Все экспонаты сегодня имеют белёсый вид, потому что их очистили кислотой от старения.
С находками из Палаццо Каррара (место, принадлежащее Элиа Росси Пассаванти и местонахождение бывшей библиотеки) был сформирован второй музей в Карсулае.